# Войната на Чарли Уилсън
„Войната на Чарли Уилсън“ (на английски: Charlie Wilson's War) е американски трагикомичен филм от 2007 г. на режисьора Майк Никълс. Сценарият, написан от Арън Соркин, е базиран на книгата „Charlie Wilson's War: The Extraordinary Story of the Largest Covert Operation in History“ на Джордж Крайл.

## Сюжет
Началото на 80-те заварва Чарли Уилсън (Том Ханкс) като конгресмен от Тексас, който знае какво иска от живота. Заобиколен от красиви жени той е ценител на добрия алкохол и обмислената държавна политика. В полезрението му попада разрастващия се конфликт между Съветския съюз и Афганистан, когато руските войски изненадващо нахлуват на територията на муджахидините. С помощта на циничния агент от ЦРУ Гаст Авракатос (Филип Сиймор Хофман) той задейства собствените си канали за влияние и предоставя неофициално на афганците оръжия, с които да се борят с руската армия.
Огромна роля за това изиграва и ослепителната му приятелка Джоан Херинг (Джулия Робъртс), която има сериозна репутация в обществения живот на Америка. Срещата на Уилсън с президента на Пакистан му дава много поводи за размисъл, от които може да се извади полза, за която дори не е предполагал. Въпреки че е разследван за незаконна употреба на кокаин, Чарли не се притеснява, защото усеща, че е в епицентъра на нещо наистина голямо, което ще донесе милиони долари.

## В ролите
| Изпълнител          | Роля                |
| ------------------- | ------------------- |
| Том Ханкс           | Чарли Уилсън        |
| Джулия Робъртс      | Джоан Херинг        |
| Филип Сиймур Хофман | Гъст Авракотос      |
| Ейми Адамс          | Бони Бах            |
| Нед Бийти           | Конгресмен Док Лонг |
| Кристофър Денъм     | Майкъл Викърс       |
| Емили Блънт         | Джейн               |
| Ом Пури             | Мухаммад Зия Ул Хак |
| Кен Стот            | Зви                 |
| Джон Слатъри        | Хенри Кравели       |
| Денис О'Хеър        | Харолд Холт         |

## Награди и номинации
| Категория                              | Номиниран(и)                         | Резултат                    |
| Оскар (24 февруари 2008 г.)            | Оскар (24 февруари 2008 г.)          | Оскар (24 февруари 2008 г.) |
| -------------------------------------- | ------------------------------------ | --------------------------- |
| Най-добра поддържаща мъжка роля        | Филип Сиймур Хофман                  | номинация                   |
| Награда на БАФТА (10 февруари 2008 г.) |                                      |                             |
| Най-добър актьор в поддържаща роля     | Филип Сиймур Хофман                  | номинация                   |
| Златен глобус (13 януари 2008 г.)      |                                      |                             |
| Най-добър филм – мюзикъл или комедия   | Най-добър филм – мюзикъл или комедия | номинация                   |
| Най-добър сценарий                     | Арън Соркин                          | номинация                   |
| Най-добър актьор в мюзикъл или комедия | Том Ханкс                            | номинация                   |
| Най-добър актьор в поддържаща роля     | Филип Сиймур Хофман                  | номинация                   |
| Най-добра актриса в поддържаща роля    | Джулия Робъртс                       | номинация                   |